# Гражданский долг
Гражданский долг — категория, определяющая обязанность гражданина общества выполнять требования морального и юридического характера, заложенные в Конституции, законодательных актах и нормах общечеловеческой морали, а также нести полную ответственность за свои действия. Гражданский долг — это личное представление человека о своих моральных обязанностях. Осознавая свой гражданский долг, человек ориентируется на нравственные требования общества. Основание должного поведения можно рассматривать в двух аспектах: а) со стороны принципов, на что опирается содержание общественных требований для должного поведения; б) с точки зрения причин, побуждающих человека выполнять эти требования.